# Michael Peña
Michael Anthony Peña (Chicago, 13 de gener de 1976) és un actor estatunidenc.

## Biografia
Michael Anthony Peña va néixer a Chicago, Illinois en el si d'una família modesta: el seu pare treballava en una fàbrica i la seva mare era treballadora social. Tots dos eren immigrants mexicans.
Després d'acabar els seus estudis bàsics en la Hubbard High School de Chicago, el 1996 va acudir a un càsting per al telefilm To Sir, with Love II, que havia de ser dirigit per Peter Bogdanovich. Per a la seva sorpresa, va obtenir el paper entre centenars de joves aspirants.
Després, Peña es va traslladar a Los Angeles on va obtenir nombrosos papers en diferents pel·lícules, entre els quals es poden destacar Star Maps, My Fellow Americans i La cucaracha.
Actualment està casat amb l'actriu Brie Shaffer, amb la qual va tenir un fill, Roman Peña, el 2008. Ha estat relacionat amb la cienciologia.
En Michael ha aparegut en produccions independents fins al 1994. El salt qualitatiu el va fer el 2004, quan va sortir en dues pel·lícules guanyadores de l'Òscar a la millor pel·lícula, Million Dollar Baby i Crash (dirigides per Clint Eastwood i Paul Haggis). El 2006 participa a Babel, pel·lícula guanyadora d'un Globus d'Or amb un paper petit, i a World Trade Center, pel·lícula basada en l'atac a les torres bessones.
També ha participat a Vic Mackey, en el paper de capità/regidor David Aceveda.

## Filmografia

### Cinema
- 1994: Running Free: Bunk
- 1996: To Sir, with Love II
- 1996: My Fellow Americans: Ernesto
- 1997: Star Maps: el noi amb el mapa estel·lar
- 1998: Boogie Boy: el traficant de drogues
- 1998: La cucaracha: infermer
- 1999: Bellyfruit: Oscar
- 1999: Paradise Cove: Dan "Cavall Galopant"
- 2000: 60 segons: Ignacio
- 2001: Semper Fi: Douglas Cepeda
- 2001: Buffalo Soldiers: García
- 2003: The United States of Leland: Guillermo
- 2003: Love Object: Ramírez
- 2004: The Calcium Kid: José Méndez
- 2004: Crash: Daniel
- 2004: Million Dollar Baby: Omar
- 2005: Untitled David Diamond/David Weissman Project: Scott
- 2005: Little Athens: Carlos
- 2005: Somni: Carlos
- 2006: Babel: Policia Fronteres #2
- 2006: World Trade Center: Will Jimeno
- 2007: Shooter: Nick Memphis
- 2007: Lleons per xais: Ernest Rodríguez
- 2008: The Lucky Ones: T. K. Poole
- 2009: Observe and Report: Dennis
- 2009: My Son, My Son, What Have Ye Done: detectiu Vargas
- 2010: Everything Must Go: Frank García
- 2011: El bon doctor: Jimmy
- 2011: Battle Los Angeles: Joe Rincón
- 2011: L'innocent (The Lincoln Lawyer): Jesús Martínez
- 2011: 30 Minutes or Less: Chango
- 2011: Tower Heist: Enrique Dev'Reaux
- 2012: Chavez: Fight in the Field: César Chávez
- 2012: End of Watch: Mike Zavala
- 2013: Gangster Squad, brigada d'elit (Gangster Squad): Oficial Navidad Ramírez.[3]
- 2013: American Hustle: Paco Hernández i Sheik Abdullah
- 2013: Turbo: Tito - (veu)
- 2014: Frontera
- 2014: Cors d'acer (Fury)
- 2014: Cessar Chavez: César Chávez
- 2014: Hell & Back: Abigor - (veu)
- 2015: Ant-Man: Luis, amic de Scott Lang
- 2015:The Vatican Tapis: Pare Lozano
- 2015: Vacation: policia de Nou Mèxic
- 2015: The Martian: Rick Martínez
- 2015: Triple Nine
- 2016: War on Everyone
- 2016: Collateral Beauty
- 2017: CHiPs: agent de la Patrulla Motoritzada
- 2017: La Lego Ninjago pel·lícula (The Lego Ninjago Movie): Kai (Veu)
- 2017: My Little Pony: Grubber (Veu)
- 2018: 12 valents: un membre del grup
- 2018: A Wrinkle in Time: ReD
- 2018: Ant-Man and The Wasp: Luis, amic de Scott Lang.
- 2018: Extinction: Peter.
- 2019: Dora and the Lost City of Gold